# 콜레다라
콜레다라(이탈리아어: Colledara)는 이탈리아 아브루초주 테라모도에 위치한 코무네다.